# Reptile (album)
Reptile è il quattordicesimo album in studio di Eric Clapton, pubblicato il 13 marzo 2001 dalla Reprise Records. 
L'album è prodotto da Eric Clapton e Simon Climie e vede per la prima volta la collaborazione alle tastiere di Billy Preston (che accompagnerà il chitarrista di Ripley nel successivo tour) e ai cori dei The Impressions.
Clapton ha dedicato questo lavoro ai suoi zii Adrian (a.k.a. "Son") e Silvia, a cui è intitolato il toccante brano strumentale che chiude il disco.

## Tracce
1. Reptile (Eric Clapton) – 3:26
2. Got You on My Mind (Joe Thomas, Howard Briggs) – 4:30
3. Travelin' Light (J. J. Cale) – 4:17
4. Believe in Life (Clapton) – 5:05
5. Come Back Baby (Ray Charles) – 3:55
6. Broken Down (Simon Climie, Dennis Morgan) – 5:25
7. Find Myself (Clapton) – 5:15
8. I Ain't Gonna Stand for It (Stevie Wonder) – 4:49
9. I Want a Little Girl (Murray Mencher, Billy Moll) – 2:58
10. Second Nature (Clapton, Climie, Morgan) – 4:48
11. Don't Let Me Be Lonely Tonight (James Taylor) – 4:47
12. Modern Girl (Clapton) – 4:49
13. Superman Inside (Clapton, Doyle Bramhall II, Susannah Melvoin) – 5:07
14. Son & Sylvia (Clapton) – 4:43

## Musicisti e Collaboratori
- Eric Clapton – voce, chitarra, produttore, ideatore della copertina
- Steve Gadd – batteria
- Billy Preston – organo hammond, pianoforte, armonica
- Nathan East – basso
- Doyle Bramhall II – chitarra
- Pino Palladino – basso in "Reptile" e "Second Nature"
- Andy Fairweather Low – chitarra
- Tim Carmon – pianoforte, organo hammond, sintetizzatore
- Paul Carrack – tastiere, wurlitzer, organo hammond
- Paul Waller – programmazione batterie
- The Impressions – cori
- Joe Sample – wurlitzer, fender rhodes, piano elettrico(08,11,14), pianoforte (11,14)
- Paulinho da Costa – percussioni
- Nick Ingman – arrangiamenti d'archi
- Simon Climie – produttore, protools
- Alan Douglas – fonico